# Пирожок
«Пирожок» — максі-сингл Вєрки Сердючки, виданий 2001 року. Сингл містить 3 композиції, а також піано-версії цих пісень. Кліп був відзнятий до пісні «Пирожок».

## Список композицій
1. Люта бджілка
2. Пирожок
3. Ты уволен
4. Люта Бджілка (piano version)
5. Пирожок (piano version)
6. Ты уволен (piano version)